# 蓬庫約克山
13°05′35″S 72°16′25″W / 13.09306°S 72.27361°W
蓬庫約克山（Puncuyoc），是秘魯的山峰，位於該國南部庫斯科大區，由拉孔本西翁省的奧科班巴區負責管轄，屬於安地斯山脈的一部分，海拔高度4,400米。